# Micrognathie

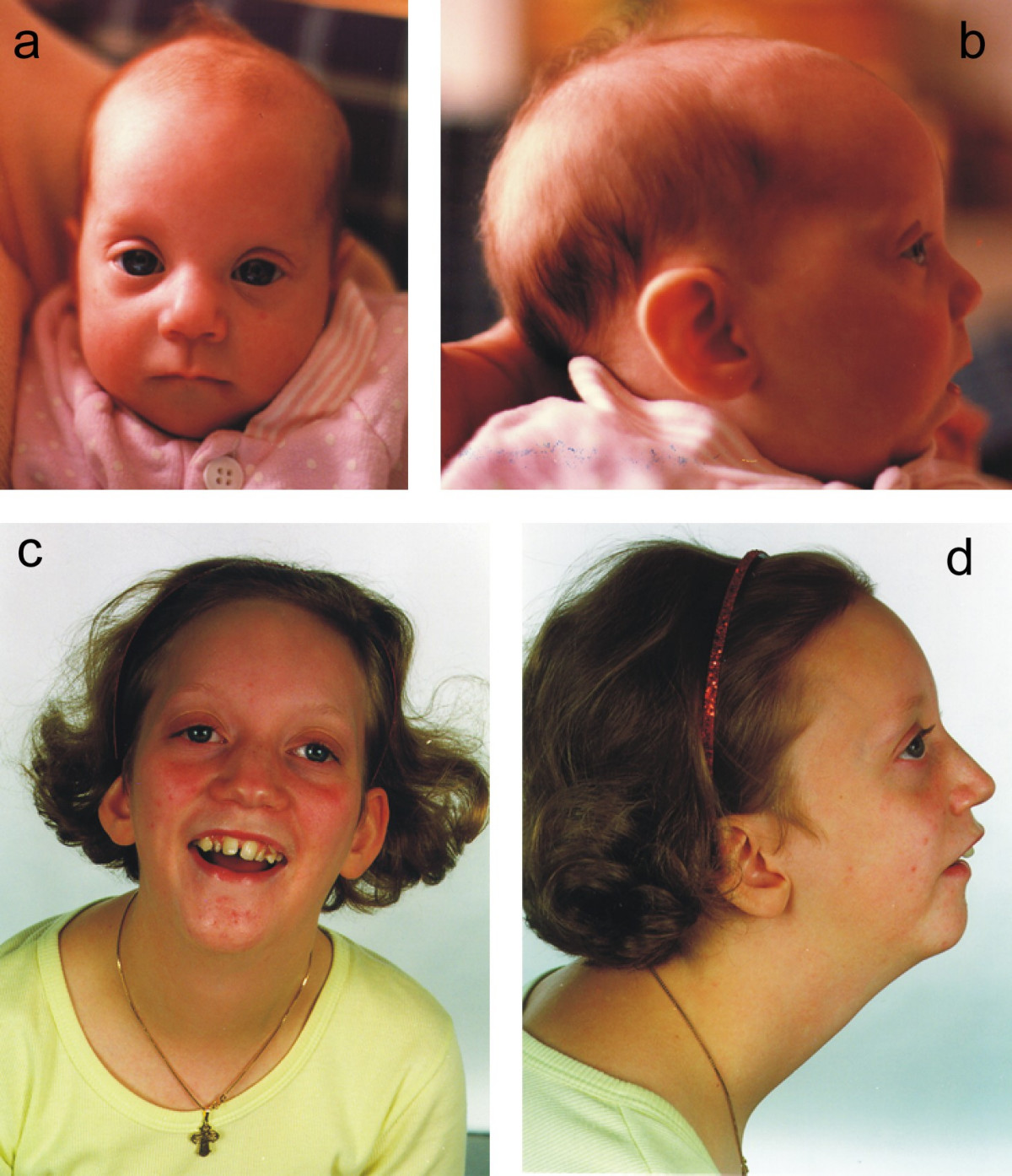
Exemple de micrognathie

La micrognathie ou micrognathisme est une hypoplasie de la mâchoire inférieure ou mandibule.
D'autres définitions impliquent les deux mâchoires et considèrent que lorsque la malformation n'atteint que le maxillaire inférieur, le patient est rétrognathe,.

## Étymologie
Micrognathie est formé à partir du grec ancien  / micros, petit et γνάθος / gnathos, mâchoire.

## Épidémiologie
Sur une étude rétrospective d'avril 1990 à août 2001, 58 fœtus porteurs du diagnostic de micrognathie ont été identifiés. Quinze d'entre eux (26 %) présentaient une micrognathie isolée à l'échographie. Après examen néo-natal, 14 des 15 fœtus étaient porteurs d'une anomalie supplémentaire. Onze avaient une fissure au niveau du palais mou et/ou dur.
Sept des 13 enfants vivants à la naissance avaient une obstruction des voies aériennes supérieures moyenne à sévère ayant nécessité une intervention. Quatre des 13 ont présenté des difficultés à s'alimenter de durée variable. Ces enfants ont été suivis de 1 à 10 ans après leur naissance. Huit des 13 enfants vivants sont en bonne santé et 5 ont présenté des retards de croissance moyens à sévères.

## Causes
- Une micrognathie peut être congénitale par arrêt du développement embryonnaire de cause héréditaire[Note 2], infectieuse[5], mécanique (flexion embryonnaire excessive[6]), toxique (syndrome d'alcoolisation fœtale).
- Une micrognathie peut être acquise après la naissance : traumatisme obstétrical, processus inflammatoire de l'articulation temporo-maxillaire durant la prime enfance[7].

## Formes cliniques
Elle peut être isolée ou associée à d'autres dysplasies crânio-faciales voire d'autres anomalies plus générales (syndrome de Carey-Fineman-Ziter par exemple).
La micrognathie se retrouve dans :
- Le syndrome d'alcoolisation fœtal
- Le syndrome de Gregg, consécutif à la contraction par la mère d'une rubéole lors d'une grossesse
- Le syndrome de DiGeorge ou microdélétion 22q11
- Le syndrome d'Ehlers-Danlos
- Le syndrome de Pierre Robin
- Le syndrome de Hallermann-Streiff
- La trisomie 13 ou syndrome de Patau
- La trisomie 18 ou syndrome d'Edwards
- Le syndrome de Turner
- Le syndrome de Noonan
- La progéria
- Le syndrome de Treacher Collins
- Le syndrome de Smith-Lemli-Opitz
- Le syndrome de Coffin-Lowry
- Le syndrome de Silver-Russel
- L'arthrite chronique juvénile
- Le syndrome du cri du chat
- Le syndrome de Bloom
- Le syndrome de Marfan
- Le syndrome de Goldenhar
- Le syndrome de Wolf-Hirschhorn

## Diagnostic
- In utero, l'imagerie fœtale, en particulier l’échographie 3D quand elle est possible, est importante dans le cadre d'une équipe bien entrainée et si possible pluri-disciplinaire[8].
- « Lorsqu’une anomalie structurelle fœtale est identifiée par échographie 2-D, le recours à d’autres techniques d’imagerie (telles que l’échocardiographie fœtale, l’échographie obstétricale 3-D, l’IRM fœtale ultra-rapide et, à l’occasion, la radiographie fœtale et la tomodensitométrie fœtale peut s’avérer utile dans certains cas particuliers.
- Le dépistage génétique parental visant des troubles dominants, récessifs ou liés au chromosome X autosomiques particuliers peut s’avérer utile lorsque la présence d’un tel diagnostic est soupçonnée chez le fœtus.
- Le caryotype fœtal, par l’intermédiaire d’un prélèvement de villosités choriales ou d’une biopsie placentaire, d’une amniocentèse ou d’un prélèvement de sang fœtal (cordocentèse) »[9].

## Complications
- Difficultés respiratoires : à la naissance, l'intubation trachéale peut être nécessaire en cas de détresse respiratoire[10]. Plus tard, la micrognathie peut induire des apnées du sommeil.
- Difficultés à la nutrition : la petite taille de la mâchoire interfère avec l'alimentation du nourrisson : des tétines et des systèmes particuliers d'alimentation peuvent être utilisés afin d'éviter des retards de croissance[11].
- Problèmes dentaires : la diminution de la surface des mâchoires induit des malpositions dentaires. Dans les cas les moins sévères, la micrognathie se corrige souvent d'elle-même au cours de la croissance, surtout à la puberté lorsque la mâchoire se développe. Cependant chez l'enfant, lorsque le diagnostic est suffisamment précoce, « l'extraction d'un groupe de dents (prémolaires, germes des dents de sagesse), suivie du port, pendant une période de 2 à 3 ans, d'un appareil dentaire visant à déplacer les dents par pression ou par traction, permet généralement d'obtenir un développement correct des maxillaires et donc un bon alignement des dents. Chez l'adulte, le traitement de la micrognathie consiste à corriger chirurgicalement le maxillaire puis à réaligner les dents à l'aide d'un appareil orthodontique »[3].
- La micrognathie est parfois impliquée dans la mort subite du nourrisson[12].